# Rhinolophus megaphyllus
Rhinolophus megaphyllus (Gray, 1834) è un pipistrello della famiglia dei Rinolofidi diffuso nell'ecozona australasiana.

## Descrizione

### Dimensioni
Pipistrello di medie dimensioni, con la lunghezza della testa e del corpo tra 44 e 53 mm, la lunghezza dell'avambraccio tra 44 e 52 mm, la lunghezza della coda tra 20,8 e 21,6 mm, la lunghezza delle orecchie tra 17 e 21 mm e un peso fino a 13 g.

### Aspetto
Le parti dorsali sono grigio-brunastre scure o talvolta marroni scure con la base dei peli più chiara, mentre le parti ventrali sono leggermente più chiare. Le orecchie sono di lunghezza media. La foglia nasale presenta una lancetta lunga e con i bordi diritti, un processo connettivo basso e con il profilo arrotondato, una sella che può essere larga con la parte centrale stretta o stretta con i margini paralleli. La porzione anteriore è larga e copre completamente il muso. Il labbro inferiore ha tre solchi longitudinali. La coda è lunga ed inclusa completamente nell'ampio uropatagio. Il primo premolare superiore è situato lungo la linea alveolare. 

### Ecolocazione
Emette ultrasuoni ad alto ciclo di lavoro con impulsi a frequenza costante di 67–71 kHz.

## Biologia

### Comportamento
Si rifugia in gruppi tra 50 e 2.000 individui all'interno di grotte.

### Alimentazione
Si nutre di insetti.

### Riproduzione
Danno alla luce un piccolo alla volta l'anno.

## Distribuzione e habitat
Questa specie è diffusa in Nuova Guinea, nell'Arcipelago delle Bismarck e lungo le coste orientali dell'Australia.
Vive nelle foreste tropicali, gallerie minerarie, giardini e piantagione fino a 1.600 metri di altitudine.

## Tassonomia
Sono state riconosciute 5 sottospecie:
- R.m.megaphyllus: Coste orientali del Queensland, Nuovo Galles del Sud e Victoria;
- R.m.fallax (Andersen, 1906): Nuova Guinea centro orientale e orientale, Goodenough;
- R.m.ignifer (G. M. Allen, 1933): Capo York nel Queensland settentrionale;
- R.m.monachus (Andersen, 1905): Misima, Woodlark;
- R.m.vandeuseni (Koopman, 1982): Nuova Britannia, Nuova Irlanda.

## Conservazione
La IUCN Red List, considerato il vasto areale, la popolazione presumibilmente numerosa e la presenza in diverse aree protette, classifica R.megaphyllus come specie a rischio minimo (Least Concern)).